# Chris Herd
Christopher Herd (Perth, 4 aprile 1989) è un ex calciatore australiano, di ruolo centrocampista o difensore.

## Carriera

### Club

#### Aston Villa
Herd ha firmato per l'Aston Villa dal club australiano del Bayswater City a febbraio 2005, assieme al connazionale Shane Lowry, inizialmente con un accordo che prevedeva un contratto giovanile dalla durata biennale e, successivamente, uno professionistico annuale.
Ha disputato diciannove incontri per la squadra riserve dell'Aston Villa e altri ventuno (con due reti) per la formazione Academy. Ha poi fatto parte della rosa di calciatori che ha partecipato alle HKFC Philips Lighting International Soccer Sevens del maggio 2007, che si è poi aggiudicato. Le sue prestazioni sono state ricompensate da un rinnovo contrattuale. Si è dimostrato un giocatore piuttosto duttile, essendo stato impiegato principalmente da centrocampista centrale e da ala destra, ma con la squadra riserve si è disimpegnato anche da terzino. Il 1º luglio 2008, ha firmato un contratto biennale, legandosi così all'Aston Villa fino al 30 giugno 2010. Il 17 dicembre dello stesso anno, è stato convocato per la trasferta in Coppa UEFA contro l'Amburgo, ma non è sceso in campo.
A gennaio 2008, Herd è stato prestato per un mese (successivamente il prestito è stato prolungato) al Port Vale. Ha debuttato nell'incontro con il Millwall. A febbraio, è stato espulso per la prima volta, nella sconfitta del Vale contro i Bristol Rovers. Al ritorno in squadra dopo l'espulsione, ha siglato una doppietta ai danni dell'Hartlepool United: la sua squadra ha vinto la partita per tre a due.
Dopo essere tornato al Villa Park, è stato prestato nuovamente per un mese ai Wycombe Wanderers. Il Wycombe, infatti, ha avuto bisogno di nuovi elementi per il centrocampo, a causa di diverse assenze per squalifiche ed infortuni. In questo periodo, Herd ha disputato tre incontri da titolare e uno da sostituto, per un totale di quattro partite. È tornato all'Aston Villa dopo essere stato lasciato in panchina per l'incontro con il Grimsby Town, il 15 aprile. Ha preso parte, con i Villans, alla Coppa della Pace 2009, vinta proprio dagli inglesi nonostante un errore dal dischetto di Herd nella finale contro la Juventus.
Il 27 novembre 2009, l'Aston Villa ha prestato Herd al Lincoln City, fino al nuovo anno. Il Villa ha anche concesso il permesso di giocare le partite di FA Cup con il nuovo club, facilitando così l'esordio del giocatore due giorni dopo, proprio in questa competizione contro il Northwich Victoria. Ha scelto la maglia numero 34. Herd ha segnato la prima rete nella sconfitta per tre a uno del Lincoln City contro il Rochdale. Il 4 gennaio 2010, il prestito è stato esteso fino al 4 maggio dello stesso anno.

### Nazionale
Herd è stato selezionato dall'Australia under 20 per la Coppa del Mondo Under-20 2009, disputata in Egitto. Ha preso parte all'incontro con la Rep. Ceca under 20.

## Statistiche

### Presenze e reti nei club
| Stagione        | Squadra                  | Campionato      | Campionato | Campionato | Coppe nazionali | Coppe nazionali | Coppe nazionali | Coppe continentali | Coppe continentali | Coppe continentali | Altre coppe | Altre coppe | Altre coppe | Totale | Totale |
| Stagione        | Squadra                  | Comp            | Pres       | Reti       | Comp            | Pres            | Reti            | Comp               | Pres               | Reti               | Comp        | Pres        | Reti        | Pres   | Reti   |
| --------------- | ------------------------ | --------------- | ---------- | ---------- | --------------- | --------------- | --------------- | ------------------ | ------------------ | ------------------ | ----------- | ----------- | ----------- | ------ | ------ |
| 2017-2018       | Western Sydney Wanderers | AL              | 9          | 0          | FFA             | 0               | 0               | -                  | -                  | -                  | -           | -           | -           | 9      | 0      |
| 2017-2018       | Buriram United           | TL              | 0          | 0          | TLC+TFA         | 2+4             | 0+0             | AFC                | -                  | -                  | TCC         | -           | -           | 6      | 0      |
| gen.-giu. 2019  | Chennaiyin               | ISL             | 5          | 0          | SC              | 2               | 0               | AFC Cup            | 7                  | 1                  | -           | -           | -           | 14     | 1      |
| Totale carriera | Totale carriera          | Totale carriera | 14         | 0          |                 | 8               | 0               |                    | 7                  | 1                  | -           | -           | -           | 29     | 1      |

### Cronologia presenze e reti in Nazionale
| Cronologia completa delle presenze e delle reti in nazionale ― Australia | Cronologia completa delle presenze e delle reti in nazionale ― Australia | Cronologia completa delle presenze e delle reti in nazionale ― Australia | Cronologia completa delle presenze e delle reti in nazionale ― Australia | Cronologia completa delle presenze e delle reti in nazionale ― Australia | Cronologia completa delle presenze e delle reti in nazionale ― Australia | Cronologia completa delle presenze e delle reti in nazionale ― Australia | Cronologia completa delle presenze e delle reti in nazionale ― Australia |
| Data                                                                     | Città                                                                    | In casa                                                                  | Risultato                                                                | Ospiti                                                                   | Competizione                                                             | Reti                                                                     | Note                                                                     |
| ------------------------------------------------------------------------ | ------------------------------------------------------------------------ | ------------------------------------------------------------------------ | ------------------------------------------------------------------------ | ------------------------------------------------------------------------ | ------------------------------------------------------------------------ | ------------------------------------------------------------------------ | ------------------------------------------------------------------------ |
| 4-9-2014                                                                 | Liegi                                                                    | Belgio                                                                   | 2 – 0                                                                    | Australia                                                                | Amichevole                                                               | -                                                                        | 3’ 46’                                                                   |
| 8-9-2014                                                                 | Londra                                                                   | Arabia Saudita                                                           | 2 – 3                                                                    | Australia                                                                | Amichevole                                                               | -                                                                        | 59’                                                                      |
| 14-10-2014                                                               | Doha                                                                     | Qatar                                                                    | 1 – 0                                                                    | Australia                                                                | Amichevole                                                               | -                                                                        | 46’                                                                      |
| Totale                                                                   |                                                                          | Presenze                                                                 | 3                                                                        |                                                                          | Reti                                                                     | 0                                                                        |                                                                          |

## Palmarès

### Nazionale
- Coppa d'Asia: 1

2015